# Araneus panniferens
Araneus panniferens là một loài nhện trong họ Araneidae.
Loài này thuộc chi Araneus. Araneus panniferens được Octavius Pickard-Cambridge miêu tả năm 1885.